# Beydeğirmeni, Kocasinan
Beydeğirmeni là một xã thuộc quận Kocasinan, tỉnh Kayseri, Thổ Nhĩ Kỳ. Dân số thời điểm năm 2008 là 154 người.